# Giorgio Gustavo del Palatinato-Veldenz
Giorgio Gustavo, in lingua tedesca Georg Gustav (6 febbraio 1564 – 6 giugno 1634), fu conte palatino e di duca di Veldenz dal 1592 fino al 1634.

## Vita
Giorgio Gustavo nacque nel 1564 come maggiore dei figli maschi di Giorgio Giovanni I, conte palatino di Lützelstein. Suo padre morì nel 1592, e Giovanni Augusto ed i suoi fratelli gli successero sotto la reggenza della loro madre Anna Maria di Svezia. Nel 1598 i fratelli divisero i territori; Giorgio Gustavo mantenne le contee di Veldenz e Lautereck mentre i suoi fratelli minori ottennero altri territori. Nel 1608, fondò Lixheim per rifugiati riformati, ma fu anche costretto a vendere la nuova città nel 1623 a Enrico II di Lorena. Morì nel 1634 e fu sepolto a Remigiusberg.

## Matrimonio
Giorgio Gustavo sposò Elisabetta di Württemberg (3 marzo 1548 – 28 febbraio 1592), figlia del duca Cristoforo, il 30 ottobre 1586. Il matrimonio rimase senza figli.
Giorgio Gustavo sposò Maria Elisabetta di Zweibrücken (7 novembre 1581 – 18 agosto 1637), figlia del duca Giovanni I, il 17 maggio 1601 ed ebbero i seguenti figli:
- Anna Maddalena (1602–1630)

∞ 1617 duca Enrico Venceslao di Münsterberg (1592–1639)
- Giovanni Federico (1604–1632)
- Giorgio Gustavo (*/† 1605)
- Elisabetta (1607–1608)
- Carlo Luigi (1609–1631), prete
- Volfango Guglielmo (1610–1611)
- Sofia Sibilla (1612–1616)
- Maria Elisabetta (1616–1649), canonichessa nell'abbazia di Herford
- Maria Amalia (1621–1622)
- Maddalena Sofia (1622–1691)
- Leopoldo Ludovico (1625–1694), conte palatino di Veldenz

∞ 1648 contessa Agata Cristina di Hanau-Lichtenberg (1632–1681)

## Ascendenza
|                                              |                     |                                     | Genitori                                 |  |  | Nonni |  |  | Bisnonni                                   |  |  | Trisnonni                                 |  |
|                                              |                     |                                     |                                          |  |  |       |  |  | Alexander, duca del Palatinato-Zweibrücken |  |  | Ludwig I, duca del Palatinato-Zweibrücken |  |
|                                              |                     |                                     |                                          |  |  |       |  |  | Alexander, duca del Palatinato-Zweibrücken |  |  | Ludwig I, duca del Palatinato-Zweibrücken |  |
|                                              |                     | Jeanne de Croÿ                      |                                          |  |  |       |  |  | Alexander, duca del Palatinato-Zweibrücken |  |  |                                           |  |
| Ruprecht, conte del Palatinato-Veldenz       |                     |                                     |                                          |  |  |       |  |  | Alexander, duca del Palatinato-Zweibrücken |  |  |                                           |  |
|                                              |                     | Margarete von Hohenlohe-Weikersheim | Kraft VI, conte di Hohenlohe-Weikersheim |  |  |       |  |  |                                            |  |  |                                           |  |
|                                              |                     | Margarete von Hohenlohe-Weikersheim | Kraft VI, conte di Hohenlohe-Weikersheim |  |  |       |  |  |                                            |  |  |                                           |  |
|                                              |                     | Margarete von Hohenlohe-Weikersheim | Helene von Württemberg-Stuttgart         |  |  |       |  |  |                                            |  |  |                                           |  |
| Georg Johann I, conte del Palatinato-Veldenz |                     | Margarete von Hohenlohe-Weikersheim |                                          |  |  |       |  |  |                                            |  |  |                                           |  |
|                                              |                     | Johann VII, conte di Salm-Kyrburg   | Johann VI, conte di Salm-Kyrburg         |  |  |       |  |  |                                            |  |  |                                           |  |
|                                              |                     | Johann VII, conte di Salm-Kyrburg   | Johann VI, conte di Salm-Kyrburg         |  |  |       |  |  |                                            |  |  |                                           |  |
|                                              |                     | Johann VII, conte di Salm-Kyrburg   | Johanna von Mörs-Saarwerden              |  |  |       |  |  |                                            |  |  |                                           |  |
| Ursula zu Salm-Kyrburg                       |                     | Johann VII, conte di Salm-Kyrburg   |                                          |  |  |       |  |  |                                            |  |  |                                           |  |
|                                              |                     | Anna zu Isenburg-Büdingen           | Philip, conte di Isenburg-Büdingen       |  |  |       |  |  |                                            |  |  |                                           |  |
|                                              |                     | Anna zu Isenburg-Büdingen           | Philip, conte di Isenburg-Büdingen       |  |  |       |  |  |                                            |  |  |                                           |  |
|                                              |                     | Anna zu Isenburg-Büdingen           | Amalie von Rieneck                       |  |  |       |  |  |                                            |  |  |                                           |  |
| Georg Gustav, conte del Palatinato-Veldenz   |                     | Anna zu Isenburg-Büdingen           |                                          |  |  |       |  |  |                                            |  |  |                                           |  |
|                                              | Erik Johansson Vasa | Johan Kristiernsson Vasa            |                                          |  |  |       |  |  |                                            |  |  |                                           |  |
|                                              | Erik Johansson Vasa | Johan Kristiernsson Vasa            |                                          |  |  |       |  |  |                                            |  |  |                                           |  |
|                                              | Erik Johansson Vasa | Birgitta Gustavsdotter Sture        |                                          |  |  |       |  |  |                                            |  |  |                                           |  |
| Gustav I, re di Svezia                       | Erik Johansson Vasa |                                     |                                          |  |  |       |  |  |                                            |  |  |                                           |  |
|                                              |                     | Cecilia Månsdotter Eka              | Måns Karlsson Eka                        |  |  |       |  |  |                                            |  |  |                                           |  |
|                                              |                     | Cecilia Månsdotter Eka              | Måns Karlsson Eka                        |  |  |       |  |  |                                            |  |  |                                           |  |
|                                              |                     | Cecilia Månsdotter Eka              | Sigrid Eskilsdotter Banér                |  |  |       |  |  |                                            |  |  |                                           |  |
| Anna Gustavsdotter Vasa                      |                     | Cecilia Månsdotter Eka              |                                          |  |  |       |  |  |                                            |  |  |                                           |  |
|                                              |                     | Erik Abrahamsson Leijonhufvud       | Abraham Kristiernsson Leijonhuvud        |  |  |       |  |  |                                            |  |  |                                           |  |
|                                              |                     | Erik Abrahamsson Leijonhufvud       | Abraham Kristiernsson Leijonhuvud        |  |  |       |  |  |                                            |  |  |                                           |  |
|                                              |                     | Erik Abrahamsson Leijonhufvud       | Birgitta Månsdotter Natt och Dag         |  |  |       |  |  |                                            |  |  |                                           |  |
| Margareta Leijonhufvud                       |                     | Erik Abrahamsson Leijonhufvud       |                                          |  |  |       |  |  |                                            |  |  |                                           |  |
|                                              |                     | Ebba Eriksdotter Vasa               | Erik Karlsson Vasa                       |  |  |       |  |  |                                            |  |  |                                           |  |
|                                              |                     | Ebba Eriksdotter Vasa               | Erik Karlsson Vasa                       |  |  |       |  |  |                                            |  |  |                                           |  |
|                                              |                     | Ebba Eriksdotter Vasa               | Anna Karlsdotter Vinstorpa               |  |  |       |  |  |                                            |  |  |                                           |  |
|                                              |                     | Ebba Eriksdotter Vasa               |                                          |  |  |       |  |  |                                            |  |  |                                           |  |